# Клюв
Клюв (лат. rostrum) — орган птиц, некоторых нептичьих динозавров (орнитопод, цератопсов и ряда теропод), а также черепах, образованный челюстями (обычно удлинёнными и беззубыми), одетыми роговым чехлом — рамфотекой.
Образования, тоже называемые клювом, но имеющие другое строение, имеют первозвери и головоногие моллюски.

## Функции
Функции клюва весьма разнообразны, что отражается на разнообразии его форм. Служит для схватывания добычи, её расчленения, для осязания, нападения и защиты, передвижения, для долбления, рытья, зондирования грунта, а также для сложных действий, связанных с уходом за оперением и постройкой гнезда и др.
Разнообразие функций клюва отчасти обеспечивается подвижностью надклювья, осуществляемой за счёт кинетизма черепа. Движения надклювья и нижней части клюва — подклювья — координируются дифференцированной системой жевательных мышц.

## Форма
Сильнее всего форма клюва зависит от пищевой специализации. У многих птиц основание верхней части клюва (надклювье) покрыто восковицей. У птиц, не имеющих восковицы, проксимальный отдел рамфотеки надклювья, постепенно утоньшаясь, переходит в кожный покров лобной части черепа. У эмбрионов птиц на вершине надклювья образуется яйцевой зуб.
Виды клювов:
- хищный (острый, загнутый вниз, нужен для разрывания мяса);
- водный (плоский, с роговыми пластинками и зубчиками, которые удерживают скользкую пищу). Обладают таким клювом водоплавающие птицы;
- зерноядный (короткий, толстый и сильный, позволяющий развивать значительные сдавливающие усилия). Им обладают все птицы, питающиеся семенами и зернами;
- насекомоядный (острый, тонкий, различной формы и длины), удобен для ловли насекомых.

Цедильный аппарат важное приобретение таких птиц как фламинго и большинства гусеобразных. На краях клюва располагаются частые поперечные роговые пластинки, в которых застревают мелкие объекты при процеживании воды.
На внутренних краях клювов некоторых ископаемых птиц (гесперорнисообразные) имелись зубы. Кроме птиц, клювоподобные образования есть у клоачных млекопитающих, черепах, двужаберных головоногих моллюсков, а также имелись у птерозавров. У археоптерикса, ранее считавшегося первой известной птицей, клюв отсутствовал.